# Gianni De Michelis
Pour les articles homonymes, voir Michelis.
Giovanni De Michelis, dit Gianni De Michelis, né le 26 novembre 1940 à Venise et mort dans la même ville le 11 mai 2019, est un homme politique italien.
Anciennement secrétaire du Nouveau PSI (Nuovo PSI) et ancien député européen, en 2008, il quitte le NPSI pour participer à la fondation du Parti socialiste. 

## Biographie
Gianni de Michelis est issu de la minorité protestante (méthodiste) italienne.
Ancien membre éminent du PSI de Bettino Craxi, dont il a longtemps été secrétaire adjoint et chef de groupe à la Chambre. De 1989 à 1992, il a été ministre des Affaires étrangères, signant, entre autres, le traité de Maastricht. Parmi les autres postes gouvernementaux qu'il a occupés figure celui de ministre du Travail. 
Gianni De Michelis est mort à Venise le 11 mai 2019 à l'âge de 78 ans.

## Condamnation
Gianni De Michelis a été condamné à 1 an et 6 mois de prison pour corruption.

## Principales fonctions
- diplômé en chimie à l'université de Padoue
- 1980-1999 : professeur de chimie à l'université de Venise
- 1964 : élu au conseil municipal de Venise
- 1976 :  membre du Secrétariat national du Parti socialiste italien (PSI), élu à la Camera dei deputati - réélu jusqu'en 1994
- 1980-1983 : ministre des Participations de l’État
- 1983 – 1987 : ministre du Travail
- 1984 – 1992 : président de l'Aspen Institute Italia
- 1987 – 1988 : président du groupe parlementaire du PSI (Parti socialiste italien)
- 1988 – 1989 : vice-président du Conseil des ministres
- 1989 – 1992 : ministre italien des Affaires étrangères
- 1997 : élu secrétaire national du  PS (Parti Socialiste) italien.
- 2001 : élu secrétaire national du Nouveau PSI - Nuovo PSI
- 2004 : élu député européen sur la liste « Socialistes Unis pour l'Europe » - Nuovo PSI, dans la circonscription d'Italie méridionale